# Kwan Hoi-san
Kwan Hoi-san (關海山, né sous le nom de Kwan Ming-kok le 23 octobre 1925 et mort le 11 septembre 2006), aussi connu sous le nom de Herman Kwan, est un acteur hongkongais.
Après avoir appris l'opéra cantonais, il commence initialement sa carrière comme chanteur pour les premières bandes sonores de films de Hong Kong avant de jouer dedans, principalement dans des adaptations de pièces d'opéra. Il devient célèbre et tient de nombreux rôles principaux. Lorsque le cinéma hongkongais commence à évoluer vers le mandarin à la fin des années 1960, la carrière de Kwan vacille et il rejoint plus tard la chaîne de télévision TVB pour jouer dans des séries. Les réalisateurs et les cinéastes redécouvrent alors son talent et lui confient de nombreux seconds rôles.

## Biographie
Ayant débuté l'apprentissage de l'opéra cantonais très jeune, il commence à se produire en public à onze ans. À l’époque, l'opéra cantonais est principalement du théâtre de rue, les acteurs se produisant sur une scène construite devant un temple ou un marché. Il quitte Canton pour Hong Kong après la Seconde Guerre mondiale. Plus tard, il rejoint les plus grandes troupes de cette époque, et joue notamment aux côtés de Yam Kim-fai.
Dans les années 1940, Kwan commence à chanter pour les bandes-son de films cantonais produits à Hong Kong. Le cinéma cantonais est alors en plein essor et les vedettes de l'opéra cantonais se mettent à jouer dedans. Kwan fait de même et commence à jouer dans des films peu après. Ces films sont alors souvent des adaptations du répertoire de l'opéra cantonais. Sa première apparition est dans Huet Chai Huet Seung (血债血偿). Sa renommée en tant qu'acteur de cinéma dépasse rapidement celle qu'il s'est construite en tant qu'acteur de théâtre. Il joue souvent avec des acteurs célèbres tels que Cho Tat-wah, Cheung Ying, Lau Hak-suen et Shih Kien. Cette période heureuse dure jusqu'à la fin des années 1960 avant l'arrivée des productions en mandarin de la Shaw Brothers qui imposent des acteurs plus jeunes, tels que Jimmy Wang Yu, David Chiang ou Yueh Hua. Kwan Hoi-san et ses amis sont alors obligés d'accepter ce changement. Certains s'en retournent vers le théâtre, tandis que d'autres continuent à faire du cinéma en cantonais tout en participant à des productions tournées en mandarin pour de grands studios tels que la Shaw Brothers ou Cathay Asia Films. D'autres se dirigent également vers la télévision, alors encore à ses débuts, où ils rencontrent des cinéastes s'étant également réfugiés vers ce média.
La carrière de Kwan Hoi-san au cinéma décline jusqu'au milieu des années 1970. En 1976, il rejoint TVB, qu'il n'a pas quittera plus jusqu'au début des années 2000. Au cours de sa période à la télévision, il devient rapidement un acteur important et indispensable dans les séries. À la différence du cinéma, Kwan Hoi-san interprète sur le petit écran toutes sortes de personnages sans déranger son public. Il est, d’une série à l'autre, un bon père de famille, un maître de kung-fu, un parrain machiavélique, un ministre de l'empereur, un magicien taoïste, un dirigeant d’entreprise, un personnage historique ou encore un traître du pays.
Pendant ce temps, Kwan Hoi-san continue à travailler dans le cinéma avec des rôles plus ou moins remarquables. Tout comme Bill Tung, il acquiert une seconde renommée sur grand écran grâce à sa célébrité à la télévision. De jeunes cinéastes, y compris ceux qui le connaissent pour ses rôles sur TVB, le redécouvrent et lui offrent des seconds rôles intéressants. Il a également l'honneur de présider l'association des compagnies d'opéra cantonais de Hong Kong.
En 1991, il remporte le Hong Kong Film Award et le Golden Horse Award du meilleur acteur dans un second rôle pour Lee Rock (1991) de Lawrence Ah Mon. Le public occidental le connaît surtout pour ses rôles dans Le Marin des mers de Chine (1983) et Le Marin des mers de Chine 2 (1987) dans lesquels il joue le supérieur de Jackie Chan, vêtu de son uniforme de troisième ordre. Jackie Chan et Sammo Hung sont alors heureux de rendre hommage aux anciennes vedettes du cinéma cantonais en les réunissant dans leurs productions. Dans À toute épreuve (1992), Kwan Hoi-san est le vieux parrain pour qui les choses sont beaucoup trop compliquées à cause de la jeune génération de gangsters, dirigée par Anthony Wong, et est « trahi » par Tony Leung.
En 2001, il subit un AVC qui le laisse muet et paralysé. En 2005, TVB (qui l'avait lâché après son accident) lui rend hommage lors d’une émission spéciale. Ayant participé dans sa vie à plus de 300 films et séries télévisés, il meurt en 2006 à l'âge de 80 ans.

## Filmographie non exhaustive

### Cinéma
- Brothers from the Walled City (1982)
- Hong Kong, Hong Kong (1983)
- Le Marin des mers de Chine (1983)
- Le Marin des mers de Chine 2 (1987)
- Lee Rock (1991)
- Casino Tycoon (1992)
- À toute épreuve (1992)
- A Moment of Romance 2 (1993)
- Perfect Exchange (1993)
- Heroes Among Heroes (en) (1993)
- The Great Conqueror's Concubine (en) (1994)
- Thanks for Your Love (1996)
- Young and Dangerous 5 (1998)
- Portland Street Blues (1998)

### Télévision
- The Legend of the Book and the Sword (1976)
- Luk Siu Fung (1976)
- The Romantic Swordsman (1978)
- The Heaven Sword and Dragon Saber (1978)
- Chor Lau-heung (1979)
- Demi-Gods and Semi-Devils (1982)
- The Legend of the Condor Heroes (1982)
- The Duke of Mount Deer (1984)
- The Smiling, Proud Wanderer (1984)
- The New Adventures of Chor Lau-heung (1984)
- Heir to the Throne Is... (1986)
- New Heavenly Sword and Dragon Sabre (1986)
- The Legend of the Book and the Sword (1987)
- Twilight of a Nation (1988)
- Deadly Secret (1989)
- Looking Back In Anger (1989)
- Ode to Gallantry (1989)
- Big Family (1991)
- The Mystery of the Condor Hero (1993)
- Man of Wisdom (1993)
- The Edge of Righteousness (1993)
- Conscience (1994)
- Mystery of the Sabre (1994)
- Man of Wisdom 2 (1995)
- Plain Love (1995)
- A Kindred Spirit (1995-1999)
- From Act to Act (1995)
- Cold Blood Warm Heart (1996)
- The File of Justice 5 (1997)
- A Recipe for the Heart (1997)
- The Duke of Mount Deer (1998)
- The Green Hope (2000)
- In the Realm of Success (2001)